# Bosch (dialect)
Bosch is een Brabants dialect dat in 's-Hertogenbosch gesproken wordt. 
Taalkundig wordt het dialect ingedeeld bij het Meierijs; omdat het echter niet zo representatief is voor de dialecten uit de Meierij, delen de samenstellers van het Woordenboek van de Brabantse Dialecten het in bij het Maaslands.
Omdat 's-Hertogenbosch van oudsher een handelsstad is, is het dialect sterk beïnvloed door het Standaardnederlands, Frans en Duits. Zo kan het voorkomen, dat in de ene wijk nog veel Bosch wordt gesproken, maar in een andere wijk nauwelijks. Dit is terug te voeren op het gegeven dat 's-Hertogenbosch een forensenstad is geworden.

## Kenmerken
Een kenmerk van het Bosch is dat de woorden vrij kort worden geschreven en uitgesproken. (Bijvoorbeeld taofel voor tafel)

### Grammatica
In tegenstelling tot het Standaardnederlands maakt het Bosch grammaticaal onderscheid tussen mannelijke en vrouwelijke woorden. Bijvoorbeeld bij "vent" (mannelijk) en "tafel" (vrouwelijk) wordt in het Nederlands "een vent" en "een tafel" gezegd. In het Bosch is dit "un vent" en "unne toafel". Hetzelfde onderscheid wordt gezien bij "mijn" als "mun" of "munne".

### Woordenschat
Aangezien 's-Hertogenbosch vroeger een soldatenstad was, kent het Bosch Franse leenwoorden.
- "Peur" voor "bang/angstig". (Bijvoorbeeld: "Hedde peur?" ("Ben je bang?"), met als letterlijke vertaling "Heb je angst?").

### Uitspraak
Kenmerken van de uitspraken van de letters : 
- De Bosschenaar maakt evenals andere zuiderlingen de g-klank tamelijk voor in de mond. Hierdoor is de zogezegde zachte g hoorbaar.
- Voor de 'w' wordt de mond getuit. De lippen worden hierbij aangespannen, waardoor er een ronde w klinkt. Elders worden de voortanden op de onderlip geplaatst.

- De aa-klank en de oo-klank worden bijna hetzelfde uitgesproken. (Bijvoorbeeld: "Zuwwe gaon lôôpe?" ("Zullen we gaan lopen?"))
- De ee-klank wordt veelal vervangen door de eu-klank. (Bijvoorbeeld: "Ziede dè keind speule?" ("Zie je dat kind spelen?"))
- De oe-klank wordt veelal vervangen door de uu-klank. (Bijvoorbeeld: 'bruur' (broer) en 'zuut' (zoet))
- De oo-klank wordt als een open-o uitgesproken zoals de 'o' in 'roze' in het Nederlands. Deze klank wordt aangegeven met dakjes op de 'oo'. (Bijvoorbeeld: 'grôôt' (groot) en 'lôôpe' (lopen))
- In tegenstelling tot andere omliggende plaatsen, wordt de sch-lettercombinatie niet als 'sk' uitgesproken.

## Trivia
- Jaarlijks wordt er een Grôôt Bosch Dictee gehouden.